# وست کاست بانکورپ
وست کاست بانکورپ (انگلیسی: West Coast Bancorp) شرکت خدمات مالی و بانکداری آمریکایی است، که در سال ۱۹۲۵ تأسیس شد.